# Révolte Paulista
La révolte Paulista démarre à São Paulo au Brésil le 5 juillet 1924, jour du second anniversaire de la révolte du Fort de Copacabana. La crise économique aboutit à une large révolte militaire qui s'étend dans le pays et débouche sur 6 mois de troubles populaires.
La révolte de São Paulo est dirigée par le général en retraite Isidoro Dias Lopes (en) et animée par de jeunes officiers comme Eduardo Gomes (en) et Miguel Costa (es). Ils occupent la ville pendant 22 jours, puis l’évacuent devant les forces gouvernementales. Des troubles ont lieu également à Aracaju, Manaus, Belém et dans le Rio Grande do Sul. Un navire de guerre se mutine dans la baie de Rio. Les rebelles du Rio Grande do Sul marchent vers le nord et font la jonction avec ceux de São Paulo. Ils marchent ensuite pendant trois ans à travers l’intérieur du Brésil (Colonne Prestes), d’abord dans le Maranhão, puis vers le sud. Ils entrent en Bolivie pour s’y disperser après un trajet de plus de 20 000 kilomètres. Ils n’avaient pu enrôler les paysans qui restaient sage sous la tutelle des coronéis. Après de nombreux affrontements, l'armée réussit à reprendre la situation en main et à mater la révolte. Cependant, le gouvernement décrète la loi martiale, pour éviter de nouveaux problèmes.